# Governo Facta I
Il Governo Facta I è stato il cinquantasettesimo esecutivo del Regno d'Italia, il primo guidato da Luigi Facta.  
Esso, nato in seguito alle dimissioni del governo precedente, è stato in carica dal 26 febbraio al 1º agosto 1922 (sebbene già dimissionario dal precedente 20 luglio), per un totale di 143 giorni, ovvero 4 mesi e 23 giorni. 

## Compagine di governo

### Appartenenza politica
| Partito | Partito                                | Presidente | Ministri | Sottosegretari | Totale |
| ------- | -------------------------------------- | ---------- | -------- | -------------- | ------ |
|         | Unione Liberale (Italia)               | 1          | 8        | 3              | 12     |
|         | Partito Popolare Italiano (1919)       | -          | 3        | 6              | 9      |
|         | Democrazia Sociale                     | -          | 3        | 4              | 7      |
|         | Partito Socialista Riformista Italiano | -          | 1        | 3              | 4      |
|         | Indipendente (politica)                | -          | -        | 3              | 3      |
|         | Partito Agrario Siciliano              | -          | 1        | -              | 1      |

Con l’appoggio esterno di Blocchi nazionali, Partito Liberale Democratico Italiano e Partito Economico.

### Situazione parlamentare
NOTA: Nonostante ormai le dinamiche parlamentari sulla fiducia (che venivano spesso attuate indirettamente e tramite vari ordini del giorno), avevano ormai portato ad una prassi di forte rilevanza stratificata e abbastanza consolidata dell’organo legislativo e della Monarchia parlamentare, con un’evidente evoluzione in senso democratico della responsabilità politica, essa fu ciononostante solo una convenzione costituzionale. Ufficialmente infatti, ai tempi del Regno d'Italia, poiché secondo lo Statuto Albertino il governo rispondeva concretamente al solo Re (il quale, dando egli stesso una prima fiducia al governo, aveva il potere di far resistere l’esecutivo ad un voto della Camera dei deputati, come alcune volte fece), il rapporto con il Parlamento in senso moderno non era pienamente obbligatorio, pur diventato oramai fondamentale. Per questo motivo, il grafico sottostante espone, secondo ricostruzioni e dichiarazioni, nonché secondo la composizione del governo ed anche secondo il voto effettivamente subìto, il supporto che questo ha ottenuto a fini puramente enciclopedici e storici, tenendo conto della facile mutevolezza delle forze politiche e del contesto storico-politico.
Al momento della sua formazione, il 26 febbraio 1921:
| Camera              | Collocazione     | Partiti                                                             | Seggi     |
| ------------------- | ---------------- | ------------------------------------------------------------------- | --------- |
| Camera dei deputati | Governo          | PPI (108), UL (43), PS/PDSI (29), PDR (11), PAS (1)                 | 192 / 535 |
| Camera dei deputati | Appoggio esterno | BN (68), PLDI (68), PE (4)                                          | 140 / 535 |
| Camera dei deputati | Opposizione      | PSI (123), FIC (37), PCd'I (15), PDC (10), LST (9), PRI (6), SI (1) | 203 / 535 |

Al momento della sua caduta, il 16 febbraio 1922:
| Camera              | Collocazione | Partiti                                                                                         | Seggi     |
| ------------------- | ------------ | ----------------------------------------------------------------------------------------------- | --------- |
| Camera dei deputati | Governo      | PPI (48), UL (43), PDR (11), PAS (1)                                                            | 103 / 535 |
| Camera dei deputati | Opposizione  | PSI (123), PLDI (68), PNF (37), DS/PDSI-D. (19), PCd'I (15), PDC (10), LST (9), PRI (6), SI (1) | 288 / 535 |
| Camera dei deputati | Non votanti  | BN (70), PPI-D. (60), DS/PDSI (10), PE (4)                                                      | 144 / 535 |

## Composizione
| Carica                                        | Titolare                                            | Titolare                                            | Titolare                                                            | Sottosegretari                                         |
| Presidenza del Consiglio dei ministri         | Presidenza del Consiglio dei ministri               | Presidenza del Consiglio dei ministri               | Presidenza del Consiglio dei ministri                               | Sottosegretario di Stato alla Presidenza del Consiglio |
| --------------------------------------------- | --------------------------------------------------- | --------------------------------------------------- | ------------------------------------------------------------------- | ------------------------------------------------------ |
| Presidente del Consiglio dei ministri         |                                                     |                                                     | Luigi Facta (UL)                                                    | Giuseppe Beneduce                                      |
| Ministero                                     | Ministri                                            | Ministri                                            | Ministri                                                            | Sottosegretario                                        |
| Affari Esteri                                 |                                                     |                                                     | Carlo Schanzer (UL)                                                 | Fulco Tosti Di Valminuta                               |
| Interno                                       |                                                     |                                                     | Luigi Facta (UL)                                                    | Antonio Casertano                                      |
| Agricoltura                                   |                                                     |                                                     | Giovanni Bertini (PPI)                                              | Luigi Congiu                                           |
| Colonie                                       |                                                     |                                                     | Giovanni Amendola (UL)                                              | Pier Gaetano Venino                                    |
| Finanze                                       |                                                     |                                                     | Giovanni Battista Bertone (PPI)                                     | Enrico La Loggia                                       |
| Tesoro                                        |                                                     |                                                     | Camillo Peano (UL)                                                  | - Aldo Rossini - Giuseppe De Capitani d'Arzago         |
| Giustizia e Affari di Culto                   |                                                     |                                                     | Luigi Rossi (DS/PDSI)                                               | Calogero Cascino                                       |
| Guerra                                        |                                                     |                                                     | Pietro Lanza di Scalea (PAS)                                        | Pietro Lissia                                          |
| Industria e Commercio                         |                                                     |                                                     | Teofilo Rossi (UL)                                                  | Giambattista Bosco Lucarelli                           |
| Lavori Pubblici                               |                                                     |                                                     | Vincenzo Riccio (UL)                                                | Mario Augusto Martini                                  |
| Lavoro e Previdenza Sociale                   |                                                     |                                                     | Arnaldo Dello Sbarba (PSRI)                                         | Mario Cingolani                                        |
| Marina                                        |                                                     |                                                     | Roberto De Vito (DS/PDSI)                                           | - Nicola Serra - Giovanni Pallastrelli Di Celleri      |
| Poste e Telegrafi                             |                                                     |                                                     | Giovanni Antonio Colonna di Cesarò (DS/PDSI) (fino al 2 marzo 1922) | Alfredo Petrillo                                       |
| Poste e Telegrafi                             |                                                     | Luigi Fulci (DS/PDSI) (dal 2 marzo 1922)            |                                                                     | Alfredo Petrillo                                       |
| Pubblica Istruzione                           |                                                     |                                                     | Antonino Anile (PPI)                                                | - Giovanni Calò - Agostino Lo Piano                    |
| Ricostruzione delle Terre liberate dal nemico | Luigi Facta (UL) Ad interim (fino al 14 marzo 1922) | Luigi Facta (UL) Ad interim (fino al 14 marzo 1922) | Luigi Facta (UL) Ad interim (fino al 14 marzo 1922)                 | Umberto Merlin                                         |
| Ricostruzione delle Terre liberate dal nemico |                                                     | Maggiorino Ferraris (UL) (dal 14 marzo 1922)        |                                                                     | Umberto Merlin                                         |

## Cronologia

### 1922
- 26 febbraio - Il governo giura dinnanzi al Re.
- 19 luglio - Si chiude il dibattito, iniziato qualche giorno prima, su una mozione presentata dall’on. Filippo Turati con cui si invitava il governo a “tutelare la libertà, la casa e la vita dei cittadini ed il pieno esercizio del mandato parlamentare” nel quadro delle aggressioni fasciste di quel periodo. Dopo le dichiarazioni del Presidente del Consiglio, si tiene una votazione su un ordine del giorno a firma dell’on. Giovanni Maria Longinotti contrario al governo (su cui questo aveva posto la fiducia): con 288 favorevoli (103 contrari, 144 non votanti) l’atto viene approvato.
- 20 luglio - Tenuto conto dell’esito del voto, il Presidente del Consiglio rassegna le dimissioni dinnanzi al Re, il quale tuttavia, accettatele, lo re-incarica.
- 1º agosto - Con il giuramento del nuovo esecutivo termina ufficialmente l’esperienza di governo.